# Rock Me Baby (album David Cassidy)
| Recensione              | Giudizio |
| ----------------------- | -------- |
| AllMusic                | [ 2 ]    |
| Dizionario del Pop-Rock | [ 3 ]    |

Rock Me Baby è il secondo album in studio del cantante statunitense David Cassidy, pubblicato dall'etichetta discografica Bell nel 1972.
L'album è prodotto da Wes Farrell, che cura gli arrangiamenti insieme a Mike Melvoin.
Dal disco vengono tratti i singoli How Can I Be Sure e Rock Me Baby.

## Tracce
Lato A
1. Rock Me Baby – 3:25 (Peggy Clinger, Johnny Cymbal)
2. Lonely Too Long – 3:19 (Felix Cavaliere, Eddie Brigati)
3. Two Time Loser – 3:15 (David Cassidy)
4. Warm My Soul – 2:54 (Joerey Ortiz)
5. Some Kind of a Summer – 3:37 (Dave Ellingson)
6. (Oh No) No Way – 2:35 (Wes Farrell, Peggy Clinger, Johnny Cymbal)

Lato B
1. Song for a Rainy Day – 4:01 (David Cassidy, Kim Carnes)
2. Soft As a Summer Shower – 3:20 (Adam Miller)
3. Go Now – 3:05 (Milton Bennett, Larry Banks)
4. How Can I Be Sure – 3:06 (Felix Cavaliere, Eddie Brigati)
5. Song of Love – 3:34 (Adam Miller)

## Musicisti
- David Cassidy – voce, chitarra? (non accreditato)
- Larry Carlton – chitarra
- Louie Shelton – chitarra
- Dean Parks – chitarra
- Mike Melvoin – tastiere, arrangiamento strumenti a fiato e strumenti ad arco
- Wes Farrell – arrangiamento (parte ritmica)
- John Bahler – arrangiamento cori (brani: Soft As a Summer Shower, Go Now e How Can I Be Sure)
- Carl Fortina – accordion
- Joe Osborn – basso
- Max Bennett – basso
- Ollie Mitchell – tromba
- Chuck Findley – tromba
- Dick Hyde – trombone
- Tom Scott – woodwind
- Jim Horn – woodwind
- Bob Hardaway – woodwind
- Jim Getzoff – leader strumenti ad arco
- Jim Gordon – batteria
- Hal Blaine – batteria
- Gary Coleman – percussioni
- Alan Estes – percussioni
- Gene Estes – percussioni
- Kim Carnes – cori
- Dave Ellingson – cori
- Danny Timmes – cori
- Jackie Ward – cori
- Sally Stevens – cori
- Gwen Johnson – cori
- Marnell McCall – cori
- Lisa Roberts – cori
- Lorna Willard – cori

Note aggiuntive
- Wes Farrell – produttore (per la Coral Rock Productions, Inc.)
- Registrazioni effettuate al Western Recorders (Studio 2), Los Angeles, California
- Bob Kovach – ingegnere delle registrazioni
- Winston Wong – assistente ingegnere delle registrazioni
- The Music Agency – design copertina album originale
- Ed Caraeff – foto copertina album originale
- Beverly Weinstein – art direction[4]

## Classifica
Album
| Anno | Classifica            | Posizione raggiunta |
| ---- | --------------------- | ------------------- |
| 1972 | Billboard 200         | 41                  |
| 1973 | Official Albums Chart | 2                   |

Singoli
| Anno | Titolo del brano  | Classifica             | Posizione raggiunta |
| ---- | ----------------- | ---------------------- | ------------------- |
| 1972 | How Can I Be Sure | Adult Contemporary     | 3                   |
| 1972 | How Can I Be Sure | Official Singles Chart | 1                   |
| 1972 | Rock Me Baby      | Official Singles Chart | 11                  |